# Doom9
Doom9 e уебсайт, поднасящ ежедневно най-новата информация, свързана с кодирането на цифрово видео и всички аспекти на DVD копирането и архивирането (DVD бекъп).
Сайтът стартира през 2000 г. и неговият форум с течение на времето се превръща в едно от най-влиятелните места в Интернет, в което софтуерни разработчици и потребители дискутират най-новото от света на цифровото видео.